# 평화경제론
평화경제론은 대한민국의 문재인 정부가 만든 비전이자 이론이다. 2019년 한일 무역 분쟁 이후인 8월 중순, 코스피 지수가 1930선 아래까지 추락하자 문재인은 2019년 9월 5일 "남북 경협으로 평화경제를 이룩해 극일할 수 있다"고 언급했다.

## 역사

### 배경
2019년 한일 무역 분쟁 이후인 8월 중순, 코스피 지수가 1930선 아래까지 추락하고 문재인은 2019년 9월 5일 "남북 경협으로 평화경제를 이룩해 극일할 수 있다"고 언급했다. 그러나, 바로 다음 날인 9월 6일, 조선민주주의인민공화국은 동해상으로 2회의 미사일을 발사했다. 2020년 6월 16일에는 김여정의 지시로 남북공동연락사무소 사무처를 폭파시켰다. 이로 인해 남북 관계가 다시 위기에 놓이게 됐다.

## 이론

남북 경협으로 구상중인 아시아 횡단 철도

2019년 8월 15일, 문재인은 2019년 한일 무역 분쟁 이후 평화경제를 처음 언급했다. 2019년 8월 19일, 문 대통령은 대통령 주재 수석보좌관회의에서도 논의했고 9월 5일, 평화경제에 대해 본격적으로 포부를 밝혔는데, "남북 경협으로 평화경제 실현되면 단숨에 일본 따라잡을 수 있다."라고 발언했다. 구체적으로 평화경제 이론을 풀이하면, 지금 대한민국은 아직 약한 나라이지만, 남·북·미 3개국의 평화 노력으로 한반도 평화협정이 안정화되면, 아시아 횡단 철도등 남북간의 경제협력이 본격화되고, 남북만이 아니라 해외의 많은 나라들의 투자도 유도해서 한반도 경제공동체가 평화 위의 번영을 이룩할 수 있다는 이론이다. 평화경제가 완성된 대한민국의 경제는 일본을 뛰어넘을 수 있다고 한다.

## 과정 및 방안

### 아시아 허브 경제 전략
- 아시아 횡단 철도 : 평화경제론으로 서울에서 베이징까지 고속철로 4시간 달릴 수 있는 시대가 온다고 한다. 한반도에 축선되는 철도만 경제유발 효과가 연간 15조원이 넘는다고 한다.[7]
- 통일한국의 관광산업 : 한반도의 왕래가 자유로운 상황에서 연간 중국인 관광객은 1,285만명 러시아인 관광객은 48만명이 될거라고 한다. 일본인 관광객은 700만명으로 관광수입은 2013년 대한민국의 $129억 수치에서 $418억으로 올라갈 것이라고 한다.[8]
- 3대 경제벨트 안 : 동북아 경제공동체 추진으로 한반도가 동북아지역 경협의 허브로 도약한다고 한다.[9]

## 평화경제의 목표
평화경제론의 최종 목표는 남북통일이다. 평화 분위기 조성을 기반으로 경제공동체로 뭉친 한반도는 빠른 평화경제를 실현해 경제강국 통일한국으로 발돋음하는 것이 평화경제의 목표라고 할 수 있다. 아래는 대한민국 행정부에서 전망하는 통일한국의 국력과 위상이다. 외교부의 "2040 통일한국 비전 보고서"에 따른 정보들이다.

### 통일한국의 경제적 위상
2040년 통일한국은 1인당 GDP 남한 8만 중반, 북한 5만6천, 평균 $75,000의 경제수준의 나라다. 인구 8,000만명에 전체 국내총생산은 약 6조 달러의 세계 7위 경제대국이 된다. 보고서는 비교할 외국 GDP에 대한 전망은 못 내놓았지만, 2019년 GDP에서 각국의 순위가 유지된 채 통일한국이 7위가 되려면 성장율 4% 미만인 국가는 균등하게 2.2배씩 곱하고, 4% 이상인 미국, 중국은 전망치대로 만들면 조건을 만족하는 전망이 완성된다.
| 2019      | 2019         | 2040년    | 2040년       | 2019년      | 연도         | 2040년          |
| 세계      | 87조$        | 세계      | 191조$       | 대한민국    | 국가         | 통일 한국       |
| --------- | ------------ | --------- | ------------ | ----------- | ------------ | --------------- |
| 미국      | 21조7,710억$ | 중국      | 52조4,000억$ | 1조5,800억$ | GDP          | 약 6조1,000억$  |
| 중국      | 14조8,850억$ | 미국      | 41조7,400억$ | 33,000$     | 1인당        | 75,000$         |
| 일본      | 5조2,460억$  | 일본      | 11조8,000억$ | 2.6% of GDP | 군비지출     | 2.0% of GDP     |
| 독일      | 3조9,050억$  | 독일      | 8조5,800억$  | 46조원      | 군비         | 300조원         |
| 인도      | 3조220억$    | 인도      | 6조6,000억$  | 한미FTA     | 자유무역협정 | 한중일 무역협정 |
| 프랑스    | 2조8,250억$  | 프랑스    | 6조2,400억$  |             |              |                 |
| 영국      | 2조7,370억$  | 대한민국  | 6조1,000억$  |             |              |                 |
| 이탈리아  | 1조9,910억$  | 영국      | 6조600억$    |             |              |                 |
| 브라질    | 1조8,760억$  | 이탈리아  | 4조3,700억$  |             |              |                 |
| 미국/세계 | 24%          | 미국/세계 | 21.8%        |             |              |                 |
| 중국/세계 | 17%          | 중국/세계 | 27%          |             |              |                 |
|           |              |           |              |             |              |                 |

### 통일한국의 군사적 위상
보고서에 따르면 2010년대 2.6%를 유지하던 한국의 국방예산 지출은 통일한국에서 2%로 줄어들었다. 그러나 2%의 지출에도 300조원의 국방비를 지출할 수 있다.

## 같이 보기
- 진보주의
- 경제사